# She Is a Pippin
She Is a Pippin è un cortometraggio muto del 1912 diretto da Dell Henderson.

## Produzione
Il film fu prodotto dalla Biograph Company.

## Distribuzione
Distribuito dalla General Film Company, il film - un cortometraggio di 148 metri - uscì nelle sale cinematografiche USA il 9 dicembre 1912. Nelle proiezioni, veniva programmato con il sistema dello split reel, accorpato in un'unica bobina con un altro cortometraggio prodotto dalla Biograph, la commedia Jinx's Birthday Party.
Non si conoscono copie ancora esistenti della pellicola che viene considerata presumibilmente perduta.